# Ружична
Ружи́чна (пол. Różyczna) — мікрорайон міста Хмельницького, розташований на південній околиці. Раніше село Ружична Проскурівського повіту Подільської губернії.
З 13 липня 1946 року по 30 грудня 1962 року селище Ружична було районним центром Ружичнянського району, утвореного на базі колишнього Проскурівського.
Мікрорайоном обласного центру Ружична стала у 1981 році, коли селище було приєднане до міста Хмельницького.

## Походження назви
Існує дві основні версії походження назви «Ружична». За першою з них, назва походить від староукраїнського слова «руга», «ружна земля» — так називались землі, які належали церкві.
За іншою версією, назва походить від польського слова «ружа», «róża» (укр. троянда, шипшина).
В документах зустрічається назва Ружична Велика (пол. Rużyczna Wielka)

## Історія
Перша писемна згадка про Ружичну датується 1496 роком. Після смерті Миколая Свірча (Бедрика) його сини Анджей (Андрій) та Міхал (Михайло) поділили між собою спадок — велику кількість подільських сіл, в переліку яких була Ружична.
у 1540 році поселення перебувало у власності старовинного подільського роду Ярмолинських-Сутковських і, ймовірно, було передано Михайлу Підпилипському (Michał Podfilipski), який уже тоді володів селом 
У 1579 році село перейшло у власність війта П. Кломницького.
У XVII столітті Ружична згадується серед маєтків пана Богуша.
До 1819 року село перебуває у дідичному володінні графа Войцеха Мера, а згодом — у володінні шляхтичів Маліновських. Маліновські володіли селом до 1837 року, коли за участь у Польському повстанні 1830—1831 років Ружична була конфіскована, передана військовому відомству та перетворена на військове поселення.
Умови життя у військових поселеннях були важкими та суворо регламентованими. З семирічного віку хлопчиків готували до військової служби. Кожен селянин був зобов'язаний поєднувати військову службу з сільською працею. Без дозволу військового керівництва селяни не мали права перебудувати житло, одружитись, продати худобу, поїхати на ярмарок тощо.

Ружична на польській карті XIX століття

Мешканці Ружичної внаслідок нестерпних умов життя у 1845 році відмовились працювати і склали скаргу. На її розгляд прибув інспектор військових поселень граф Нікітін. В селі була влаштована екзекуція, після чого багатьох поселенців, передусім тих, хто підписався під скаргою, було вислано до Херсонської губернії.
У 1857 році система військових поселень була ліквідована, і Ружична стала державною слободою.
У 1863 році мешканців Ружичної переведено до розряду селян-власників (це означає, що вся земля, що належала колись поміщику, ставок та млин перейшли у власність селян).
5 липня 1913 року у селі сталась перша на Поділлі дорожньо-транспортна пригода за участю автомобіля з людськими жертвами. Омнібус, що їхав по Кам'янецькому шосе до Проскурова, збив трирічного хлопчика.
У 1920 році в Ружичній була встановлена радянська влада, у 1929 році створений колгосп «Комунар» та відкрито клуб.
Протягом 1946—1962 років Ружична була районним центром Ружичнянського району (створеного замість Проскурівського району). У 1962 році райцентр перевели до м. Хмельницького.
У 1981 році Ружична стала мікрорайоном міста Хмельницького.
Традиційно 28 серпня, у свято Успіння Пресвятої Богородиці, святкується день народження мікрорайону, який супроводжується виступами дитячих колективів, народними гуляннями та іншими розвагами просто неба.

## Свято-Успенський храм

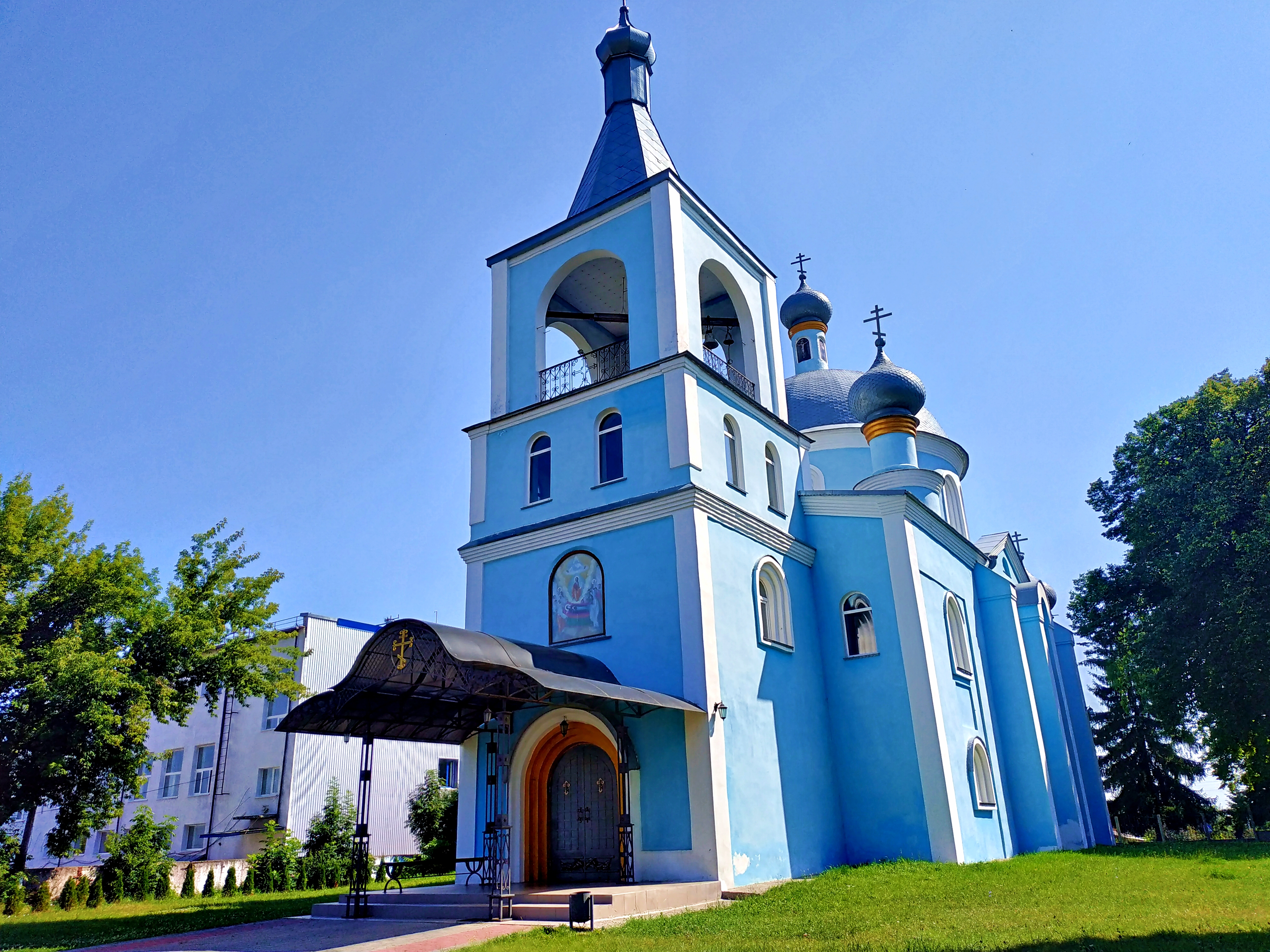
Свято-Успенський храм

Перші згадки про Свято-Успенський храм у Ружичній датуються XVIII століттям. Тоді він був дерев'яним. Однак у 1831 році дерев'яна церква була знищена пожежею. Від неї залишилась тільки дзвіниця, до якої добудували цегляне приміщення у вигляді звичайного житлового будинку, без купола, але з хрестом на даху, де й розміщувався храм до 1855 року.
У 1855 році було збудовано новий цегляний Свято-Успенський храм, хрестоподібний, з одним куполом. Того ж року при церкві була збудована початкова двокласна школа (з 1886 року — церковно-приходська). Приміщення школи існує й досі, у ньому розташований дитячий садок.
У 1992 році Свято-Успенський храм був відновлений після років радянської влади.
Біля храму знаходиться братська могила з 23 бійцями Червоної армії, які загинули в бою за Ружичну. Біля неї розташовано пам'ятник загиблим односельчанам, які не повернулися з німецько-радянської війни.
14 травня 2022 року громада вірян на зборах мікрорайону Ружична проголосувала про вихід парафії із підпорядкування московському патріархату та приєднання до Православної Церкви України.

## Персоналії
Відомі уродженці Ружичної:
- Вигодовський Павло Хомич — декабрист.
- Пастух Григорій Онуфрійович — легендарний розвідник з Ружичної[6][7].
- Молотай Анатолій Михайлович — народний артист України, художній керівник, головний диригент Президентського оркестру України, професор Національної музичної академії України.
- Молотай Олександр Антонович (1949—2001) — український астроном, спеціаліст з зоряних каталогів, лауреат Премії НАНУ ім. М. П. Барабашова.
- Павловський Михайло Антонович — доктор технічних наук, доктор економічних наук, академік, заслужений діяч науки і техніки України, народний депутат України.
- Маліновський Ернест — польський і французький інженер, проектант і керівник будівництва Трансандійської залізниці[en], найвищої залізниці в світі.
- Свіргунець Євген Михайлович — кандидат педагогічних наук, професор, заслужений працівник фізичної культури і спорту України.

У 90-х роках XIX століття в Ружичній часто бував російський письменник Олександр Купрін, який в той час перебував на військовій службі у Проскурові. Ружична згадується у його оповіданні «Брегет» (1897 рік).
В Ружичнянській школі на початку 20-х років XX століття вчителем природознавства працював Журавель Андрій Андрійович — лікар-фтизіатр, член Української Центральної Ради.

## Соціальна та транспортна інфраструктура мікрорайону
У мікрорайоні діє Гімназія № 19 імені Михайла Павловського (вул. Кам'янецька, 164) .
Головною транспортною артерією Ружичної є вулиця Кам'янецька. Громадський транспорт в мікрорайоні представлений маршрутами № 4, 18, 27, 40.
Перший підземний перехід у Хмельницькому було збудовано у 1980 році саме в Ружичній. З 2022 року перехід переобладнано під тимчасове укриття для учнів школи та місцевих мешканців.
У мікрорайоні є магазини, кафе, ресторани, дитячі майданчики, перукарня, районна амбулаторія. Основні дороги асфальтовані.
В Ружичній функціонує дитячий центр психічно-оздоровчої реабілітації «Подолянчик».

## Галерея

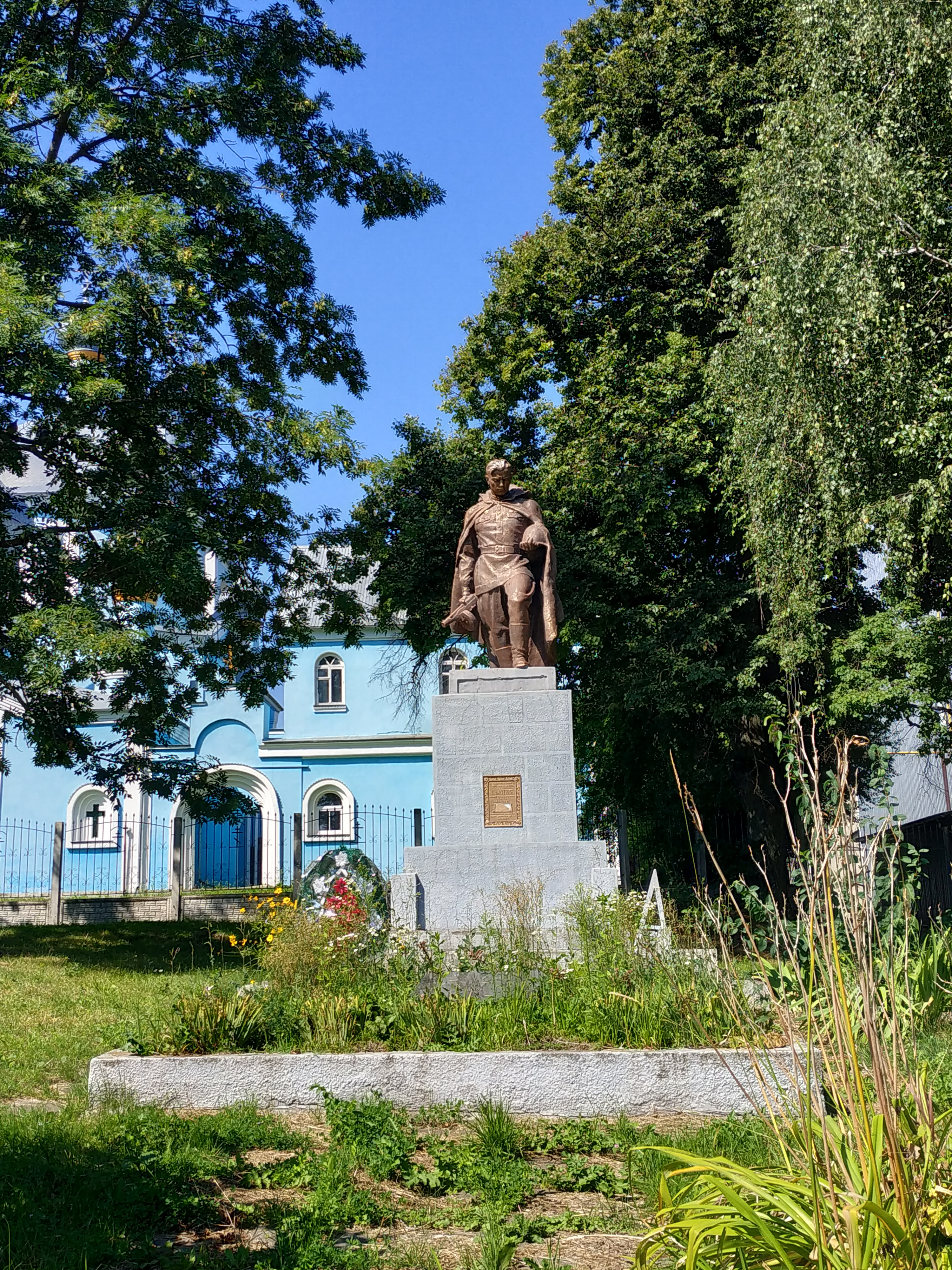
Братська могила радянських воїнів
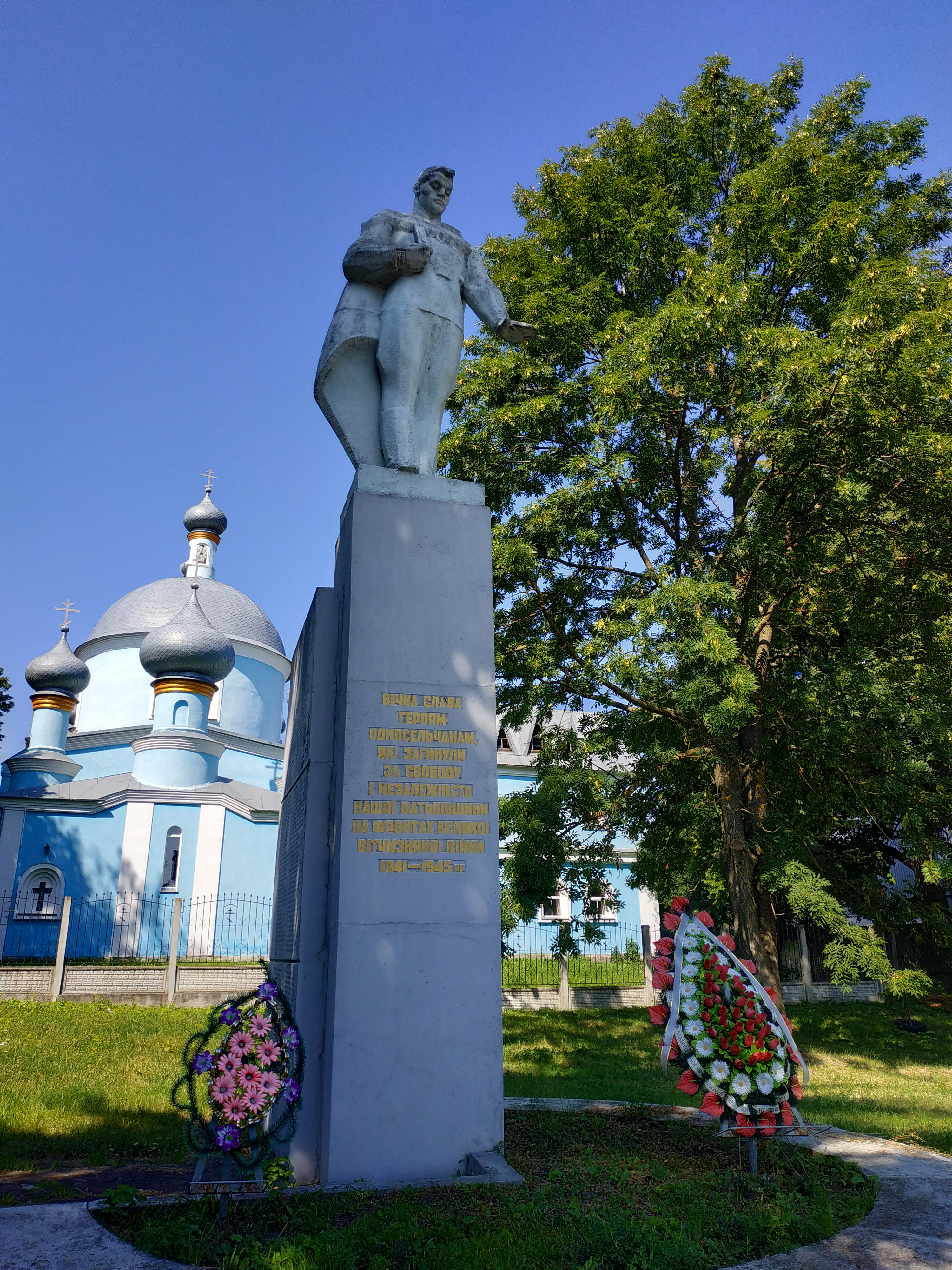
Меморіл воїнам-односельцям
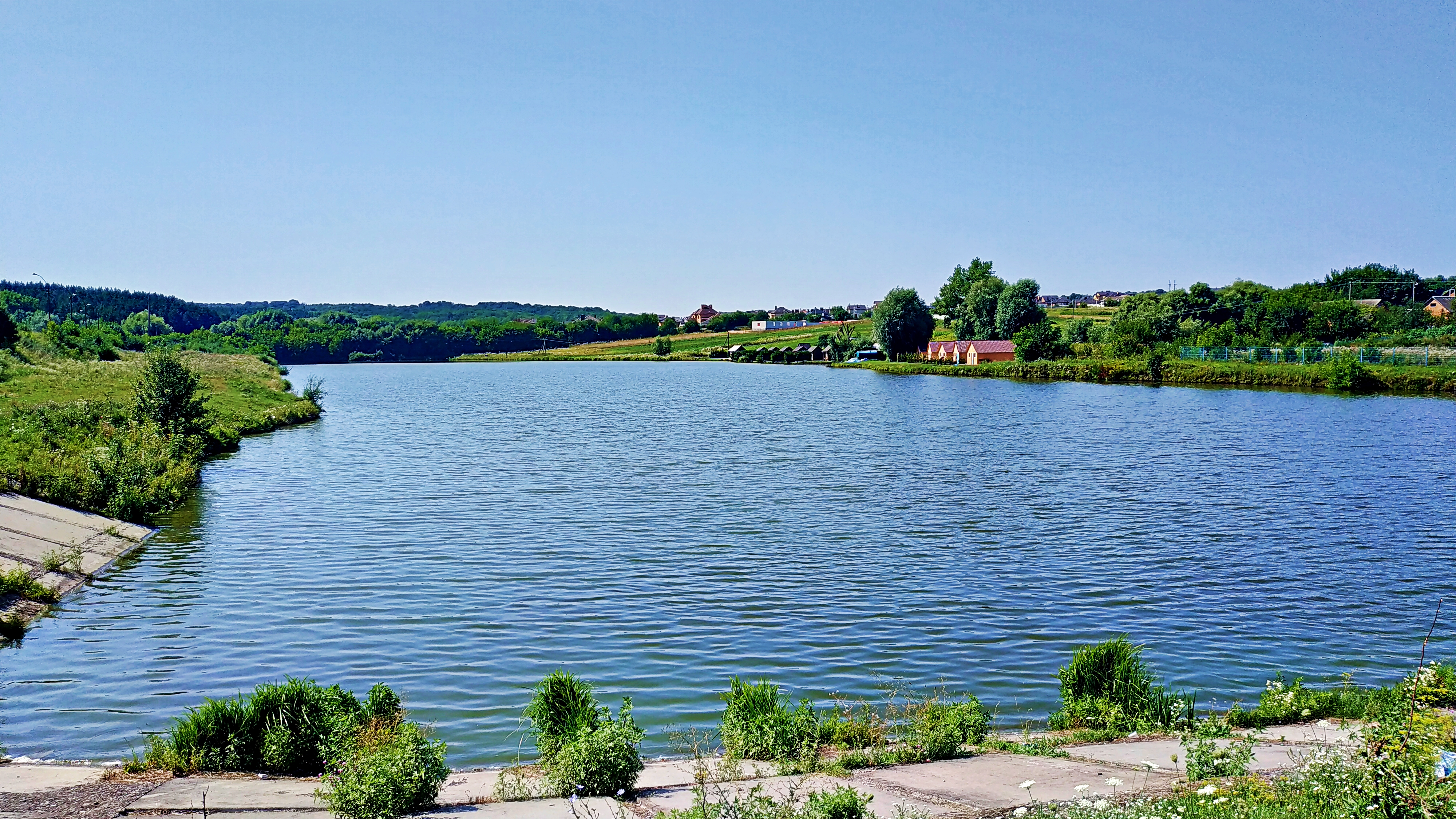
Ставок в Ружичній
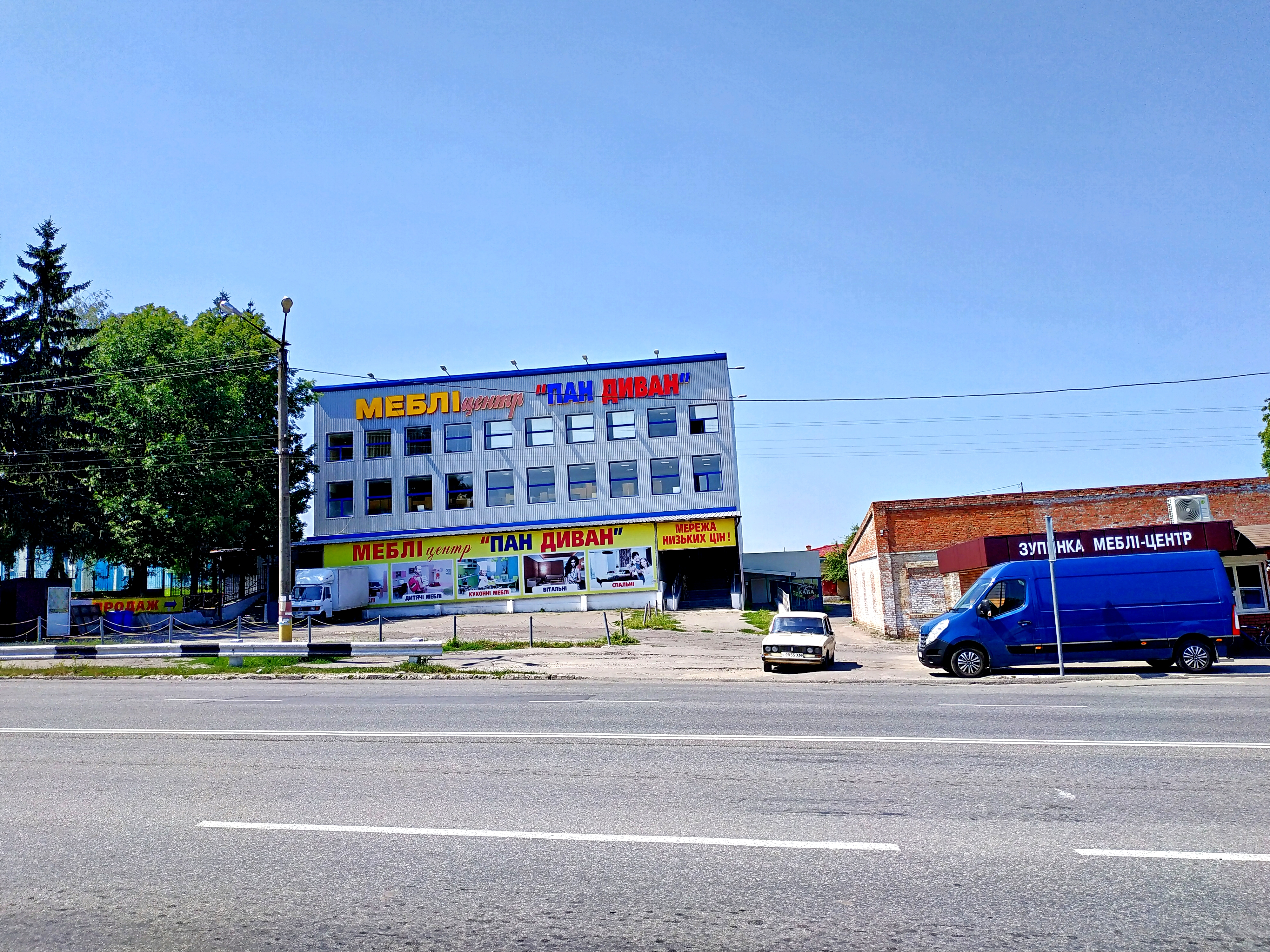
«Пан Диван», колишній «Кооператор»
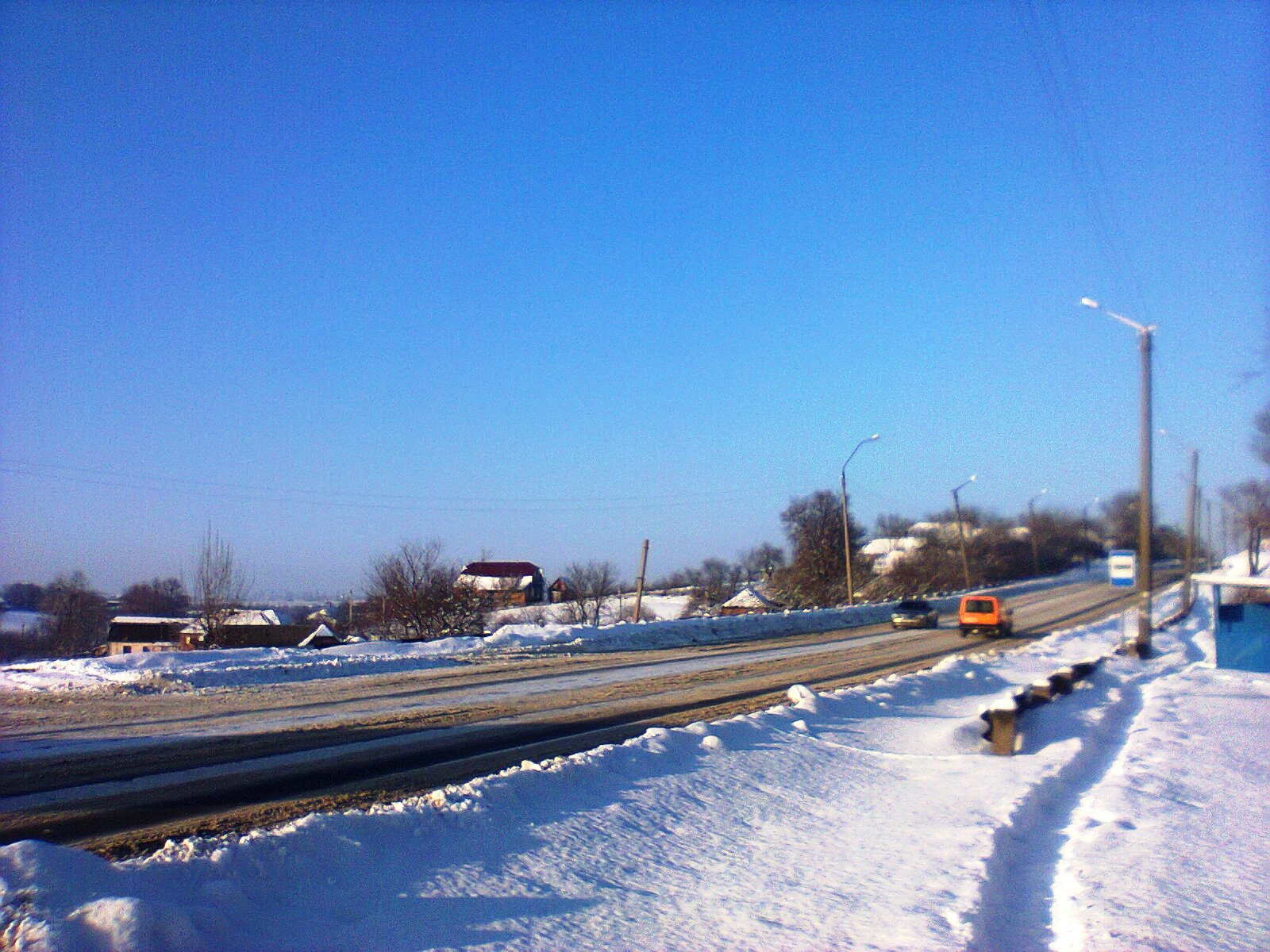
Вулиця Кам'янецька в мікрорайоні Ружична
Панорама біля Дубовського водосховища